# هان گوم-شیل
هان گوم-شیل (انگلیسی: Han Gum-shil؛ زادهٔ ۲۴ ژانویهٔ ۱۹۶۸) بازیکن هاکی روی چمن اهل کره جنوبی بود.
از افتخارات وی میتوان به کسب مدال نقره در بازی‌های المپیک تابستانی ۱۹۸۸ اشاره کرد.